# Попов, Александр Васильевич (политик)
Александр Васильевич Попов (род. 9 мая 1947, Грачёв, Ростовская область) — российский политический деятель, депутат Государственной думы пятого созыва (2007—2011), член Совета Федерации Федерального Собрания РФ. Почётный гражданин Ростовской области (2019).

## Биография
В 1973 году окончил Таганрогский радиотехнический институт по специальности «инженер-электронной техники». В 1988 году окончил Ростовскую Высшую партийную школу.
С 1991 по 1994 год — председатель Ростовского областного Совета народных депутатов.
В 1994 году был избран депутатом, затем — председателем Законодательного Собрания Ростовской области первого созыва.
В 1998 году — депутат, затем — председатель областного Законодательного Собрания второго созыва.
В 1999 году — депутат Государственной Думы Федерального Собрания РФ третьего созыва, отказался от мандата в связи с продолжением полномочий председателя областного Законодательного Собрания.
В 2003 году — депутат, затем — председатель Законодательного Собрания Ростовской области третьего созыва.
В 1996 году по должности входил в состав Совета Федерации Федерального Собрания РФ, являлся заместителем председателя Комитета по делам Содружества Независимых Государств.
В 2002 году — сложил полномочия члена Совета Федерации РФ.

### Депутат Госдумы
С декабря 2007 года депутат Государственной Думы Федерального Собрания РФ V созыва, член фракции «Единая Россия», член Комитета по Регламенту и организации работы Государственной Думы, первый заместитель председателя Комиссии по мандатным вопросам и вопросам депутатской этики.